# Herz-Jesu-Kirche (Bernau)

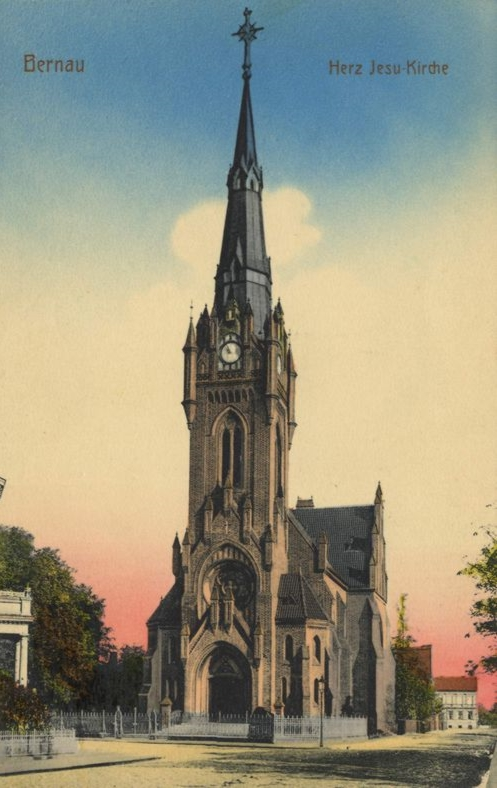
Die Kirche kurz nach ihrer Fertigstellung

Die Herz-Jesu-Kirche ist eine römisch-katholische Pfarrkirche in der Stadt Bernau bei Berlin (Brandenburg) im Erzbistum Berlin. Sie wurde in den Jahren 1907/1908 nach Plänen des Architekten Paul Ueberholz als einschiffige Hallenkirche in der Nähe des Bahnhofs erbaut.
Die katholische Herz-Jesu-Gemeinde umfasst die Mitglieder der Herz-Jesu-Kirche Bernau, der St.-Marien-Kirche in Biesenthal, der St.-Konrad-Kirche in Wandlitz sowie der St.-Josef-Gemeinde in Werneuchen. Am 1. Januar 2021 fusionierte sie mit St. Peter und Paul (Eberswalde), Mater Dolorosa (Berlin-Buch) und St. Konrad (Wandlitz) zur gemeinsamen Pfarrei Heiliger Christophorus Barnim; die Herz-Jesu-Kirche ist die Pfarrkirche dieser Pfarrei.

## Baugeschichte

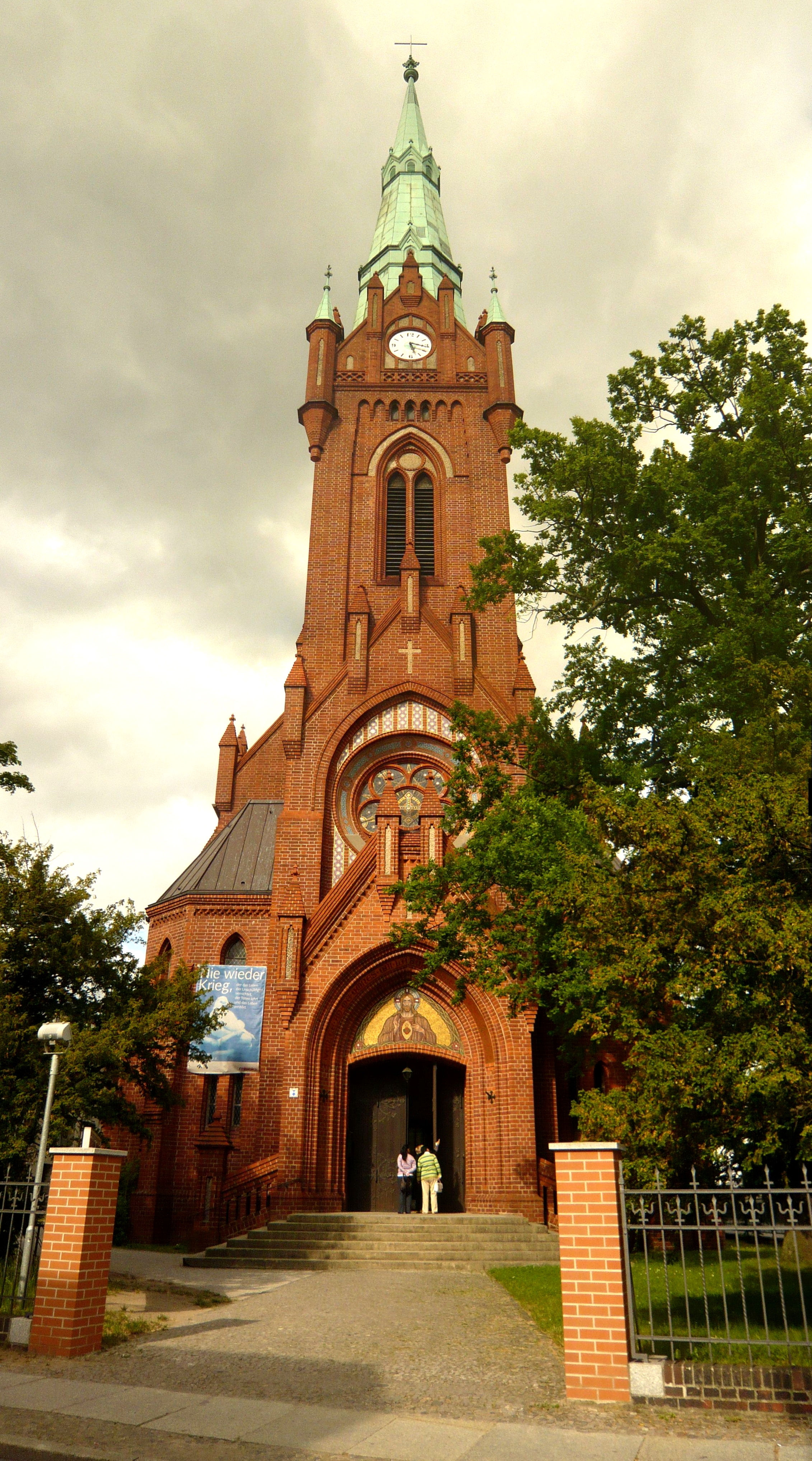
Die Kirche im Juni 2010

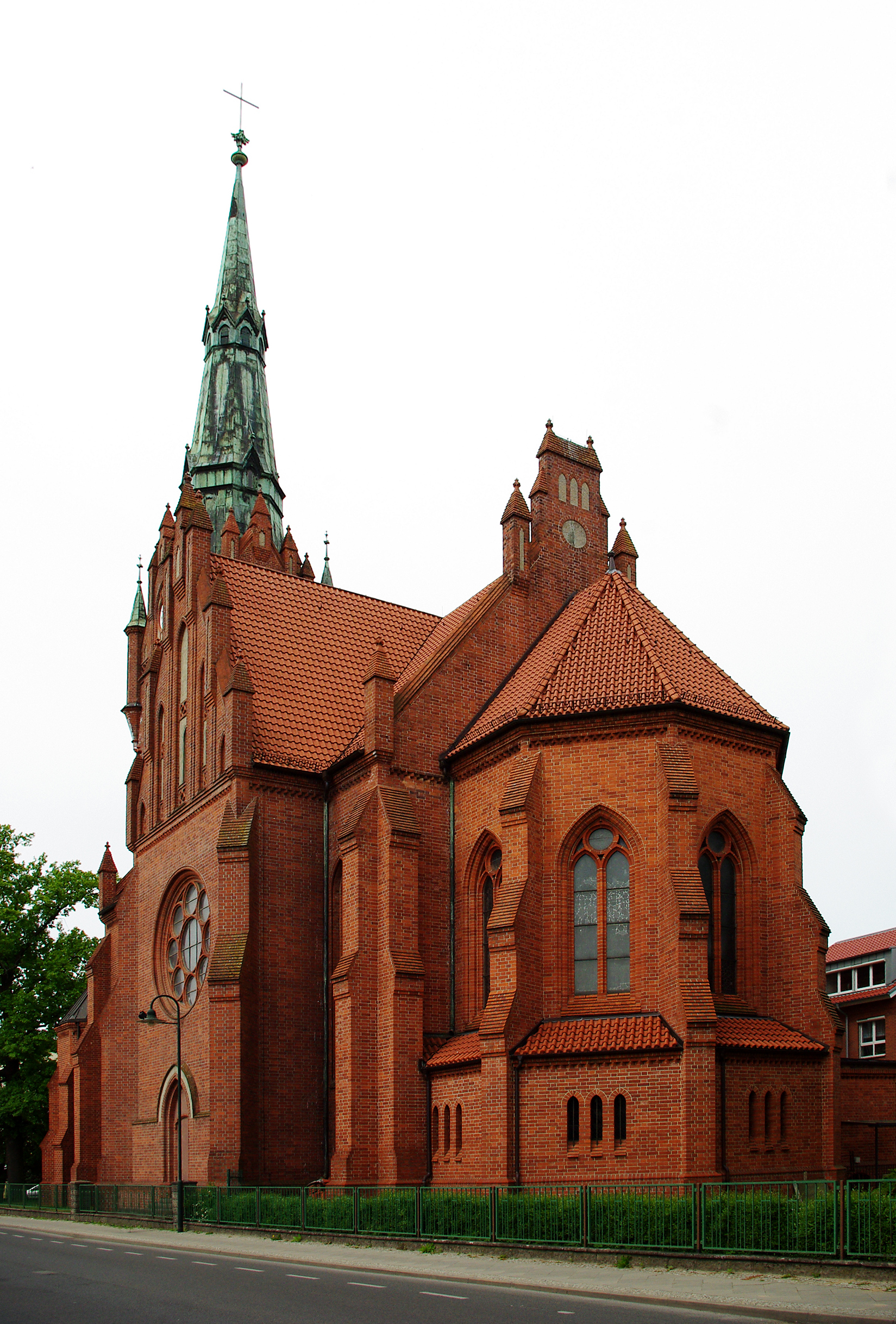
Sicht von Osten (Ulitzkastraße), Mai 2012

Der Kirchenbau am südöstlichen Rand der Altstadt von Bernau, an der Ecke Börnicker Straße/Ulitzkastraße, ersetzte die 1853 in der Tuchmacherstraße errichtete St.-Bonifatius-Kapelle. Der Neubau geht auf das Betreiben des Bernauer Stadtpfarrers Carl Ulitzka zurück. Dieser hatte ein Grundstück erworben und den Charlottenburger Architekten für die Entwürfe des Gotteshauses sowie eines Gemeinde- und Pfarrhauses gewonnen.
Die Grundsteinlegung für die Herz-Jesu-Kirche vollzog der Fürstbischöfliche Delegat und Propst Carl Kleineidam an St. Hedwig, Berlin, am 26. Mai 1907. Die Weihe der Kirche zelebrierte der Breslauer Fürstbischof Kardinal Kopp am 1. September 1908.
Zusätzlich erhielt die Kirche ein Pfarr- und Gemeindehaus.

## Baudetails
Es ist eine einschiffige Hallenkirche im Stil norddeutscher Backsteingotik.
Der Turm ist 66 Meter hoch.

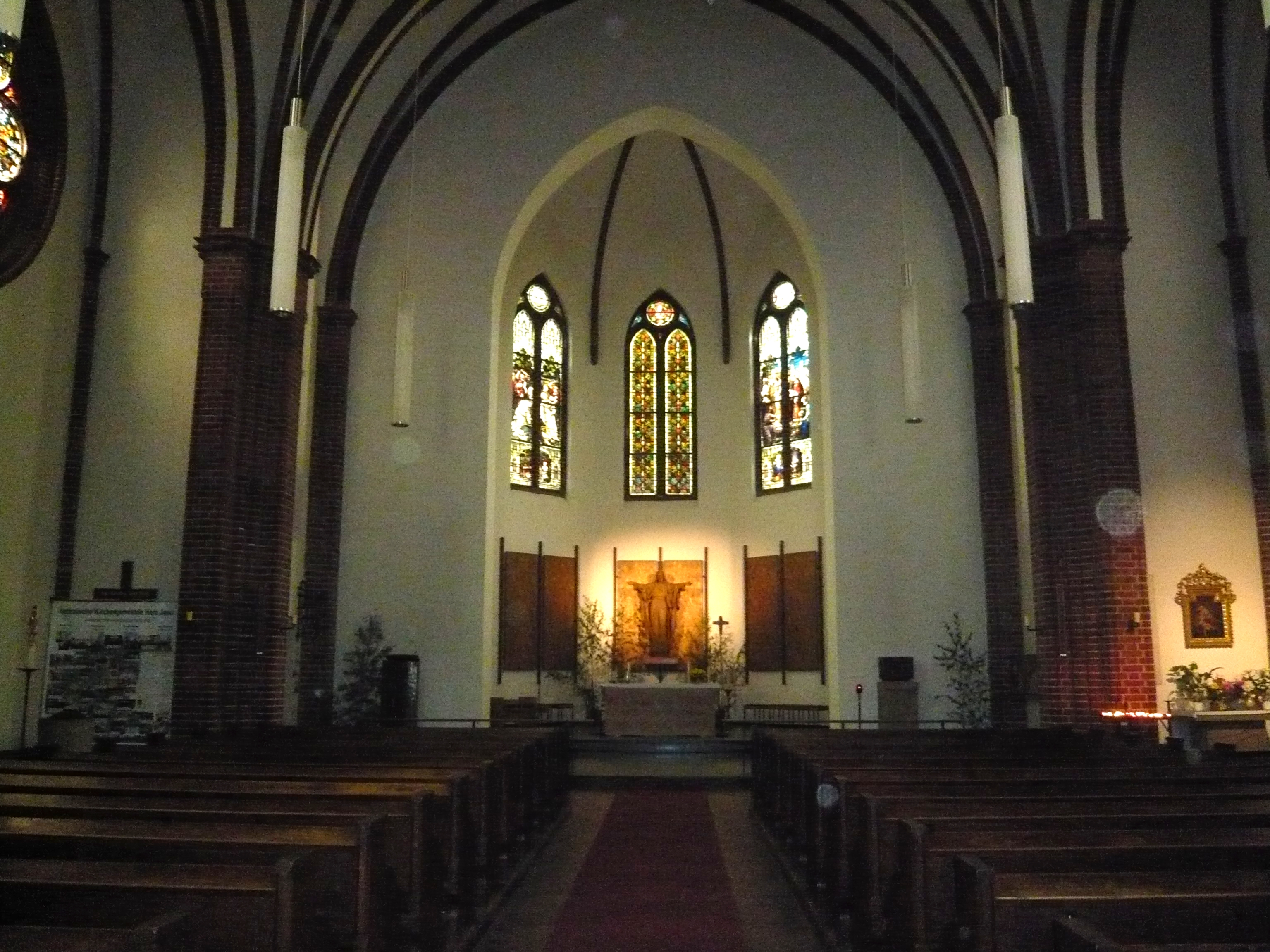
Blick auf die Altarapsis

Unter Pfarrer Alfons Schneider wurde der Innenraum der Kirche in den Jahren 1965/1966 nach Entwürfen des Kamenzer Architekten Gottfried Zawadski umgestaltet. Der neue Hauptaltar wurde am 24. April 1966 durch den Berliner Weihbischof Heinrich Theissing geweiht.
Die Herz-Jesu-Kirche steht seit dem 18. Oktober 1977 unter Denkmalschutz.
Anlässlich des 100. Geburtstages der Kirche erfolgte eine Innenrenovierung. Zur Ausstattung mit neuen Lampen trug eine großzügige Spende der Sparkasse Barnim bei.

## Gemeindearbeit
In den 1990er-Jahren bildeten Gemeindemitglieder und Freunde der Kirche den gemeinnützigen Verein Förderkreis Herz-Jesu-Kirche.
Folgende Spezialgruppen sind im Stadtgebiet von Bernau unter anderem aktiv: Familienkreis Bernau, Kolping Bernau, Kindermusikgruppe Bernau, Kreis Junger Familien Bernau sowie eine Seniorengruppe. Beteiligt sind auch einige Gemeindemitglieder an den Bläsern Biesenthal und dem Freundeskreis Conradiunum e. V.